# Kick Off (1989)
Kick Off is een voetbal-simulatiespel voor diverse platforms. Het spel was door Dino Dini voor Anco ontwikkeld. Het kwam in 1989 uit voor verschillende homecomputers.

## Ontwikkelteam
- Ontwikkeling: Dino Dini
- Graphics: S. Redpath, Steve Screech
- Test: Steve Screech

## Platforms
| Jaar | Platform                                                             |
| ---- | -------------------------------------------------------------------- |
| 1989 | Amiga, Amstrad CPC, Atari 8-bit, Atari ST, Commodore 64, ZX Spectrum |
| 1991 | NES                                                                  |

## Ontvangst
Het spel kwam eerst uit op de Commodore Amiga en de Atari ST en werd zeer goed ontvangen. Het wordt beschouwd als een van de beste in zijn soort en won ook verschillende prijzen. Eind 1989 werd het spel uitgebracht op Amstrad CPC, Commodore 64 en de ZX Spectrum. Deze versies kregen over het algemeen niet zulke goede recensies.